# Olympische Sommerspiele 1968/Teilnehmer (Liechtenstein)
| Gelbes Symbol für Goldmedaillen mit stilisierten Olympischen Ringen | Graues Symbol für Silbermedaillen mit stilisierten Olympischen Ringen | Braundes Symbol für Bronzemedaillen mit stilisierten Olympischen Ringen |
| ------------------------------------------------------------------- | --------------------------------------------------------------------- | ----------------------------------------------------------------------- |
| —                                                                   | —                                                                     | —                                                                       |

Liechtenstein nahm an den XIX. Olympischen Sommerspielen in Mexiko-Stadt mit einer Delegation von zwei Athleten teil. Es war die sechste Teilnahme des Landes bei Sommerspielen.

## Teilnehmer nach Sportarten

### Leichtathletik
- Franz Biedermann, Zehnkampf
- Xaver Frick, 800-m-Lauf, 1500-m-Lauf